# ناپاپورن چاراناوات
ناپاپورن چاراناوات (انگلیسی: Napaporn Charanawat؛ متولد ۲۹ مارس ۱۹۹۹) یک تکواندوکار تایلندی است. 
وی در مسابقات قهرمانی تکواندو جهان ۲۰۱۷ مدال برنز سبک‌وزن را از آن خود کرد. چاراناوات در مسابقات تکواندو قهرمانی آسیا ۲۰۱۶ در باسای فیلیپین، مدال برنز و در مسابقات تکواندو قهرمانی آسیا ۲۰۱۸ در هوشی‌مین ویتنام مدال نقره گرفت. 